# Nepenthes burbidgeae
Nepenthes burbidgeae este o specie de plante carnivore din genul Nepenthes, familia Nepenthaceae, ordinul Caryophyllales, descrisă de Joseph Dalton Hooker și Frederick William Thomas Burbidge. Conform Catalogue of Life specia Nepenthes burbidgeae nu are subspecii cunoscute.

## Galerie de imagini

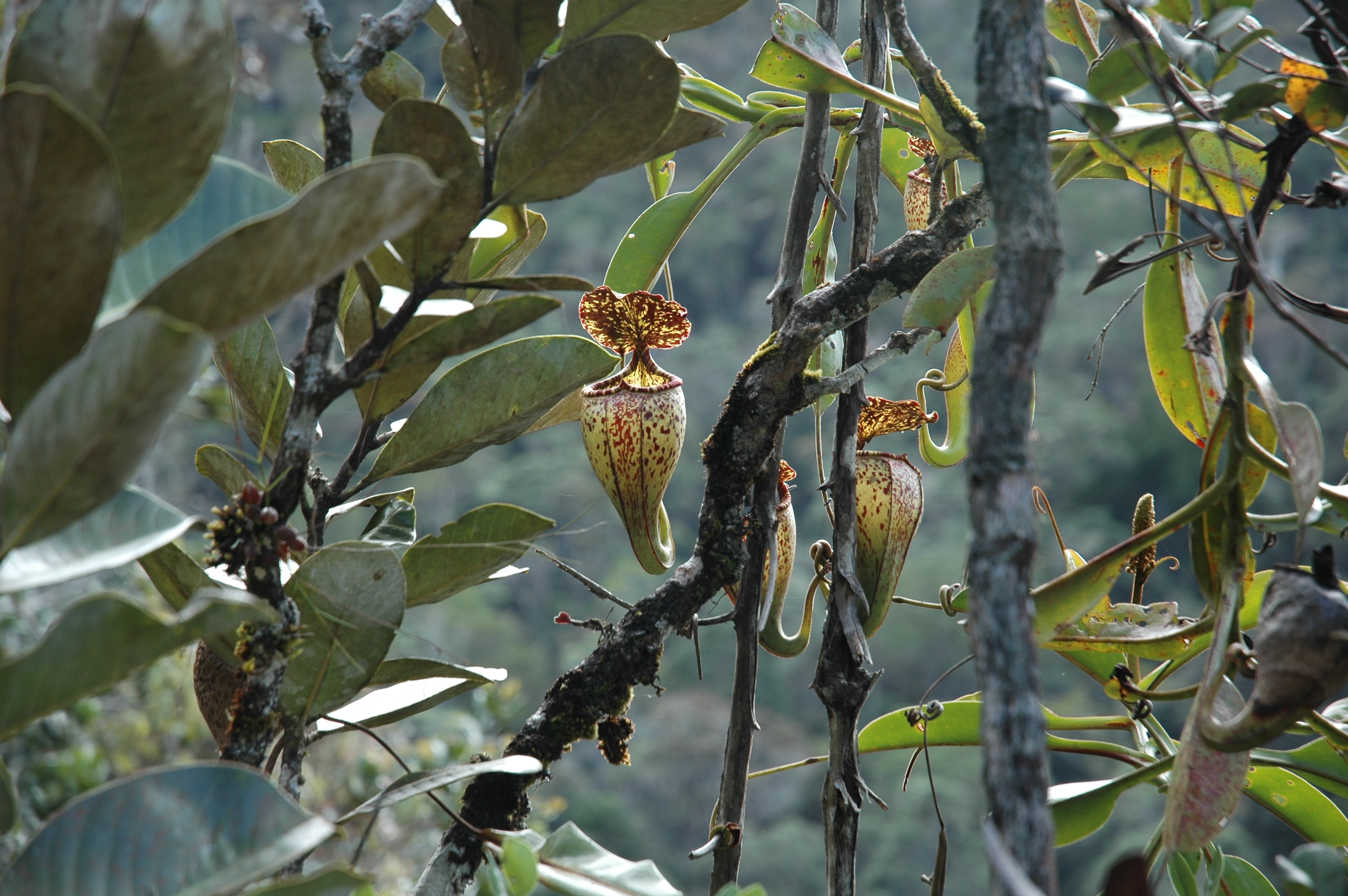
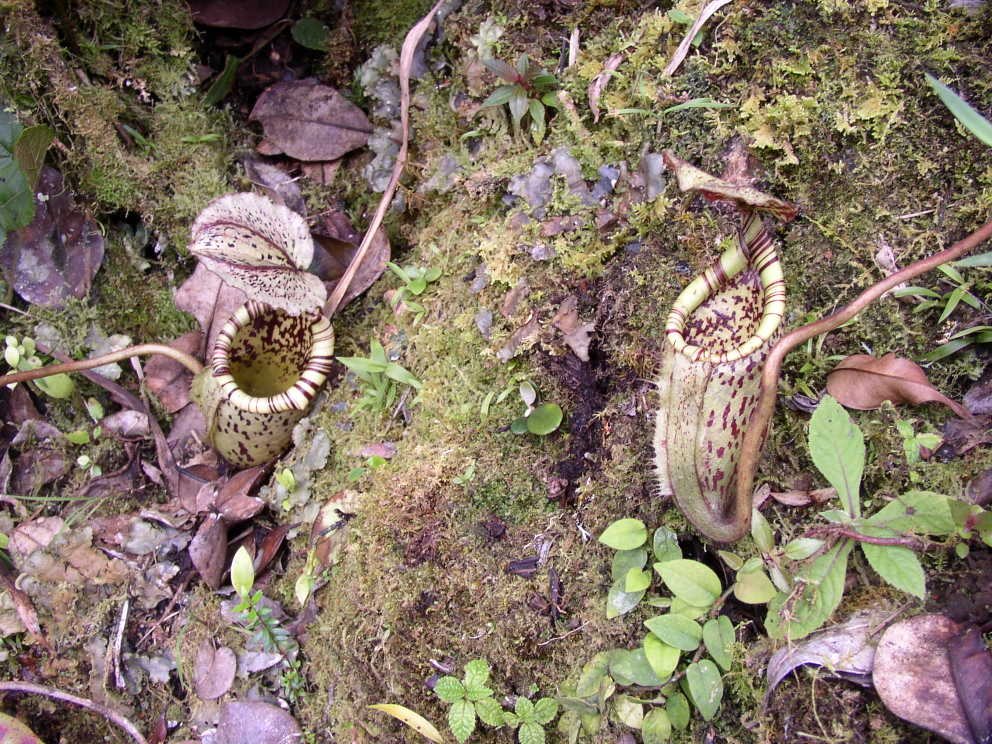
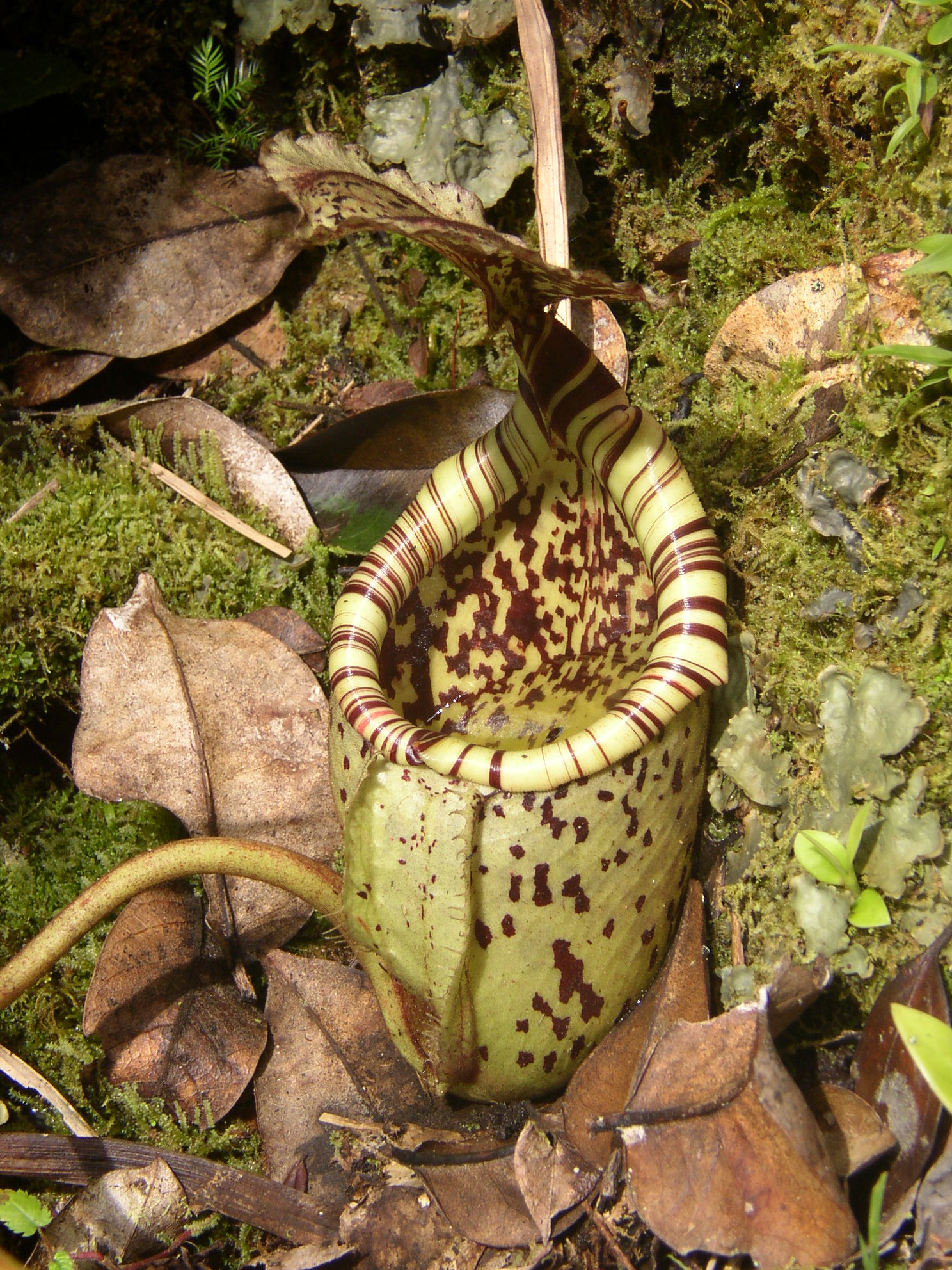
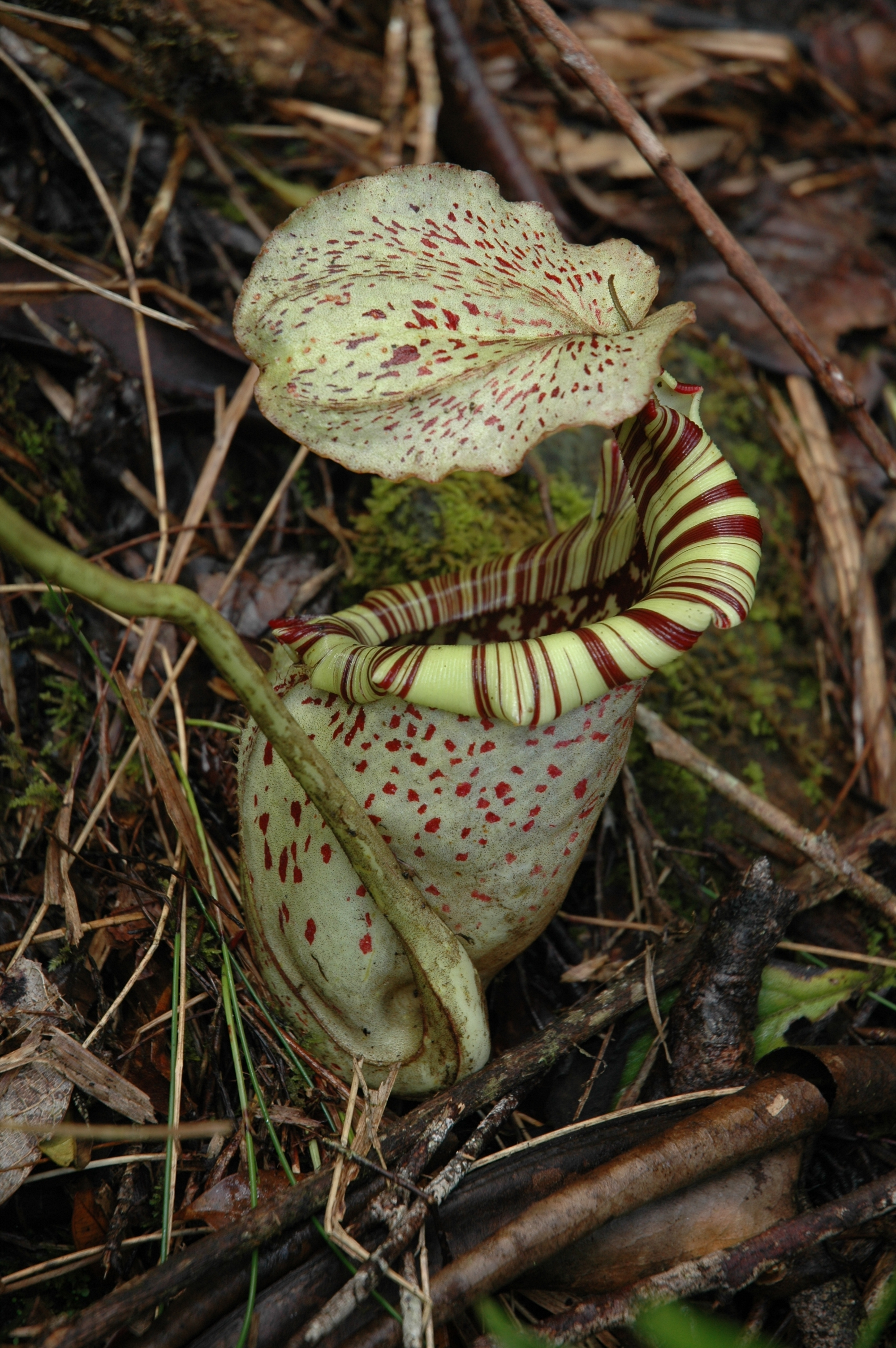
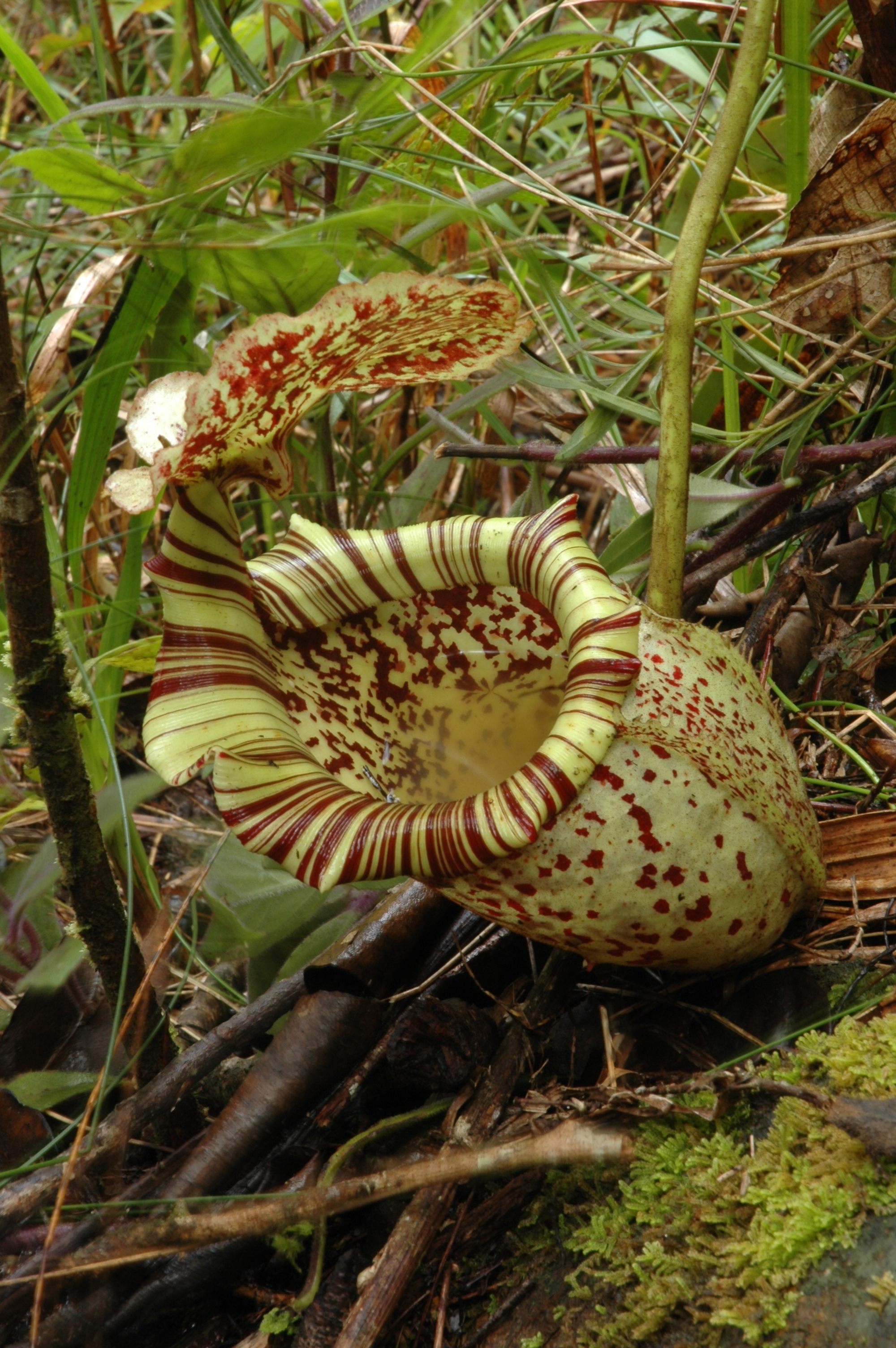
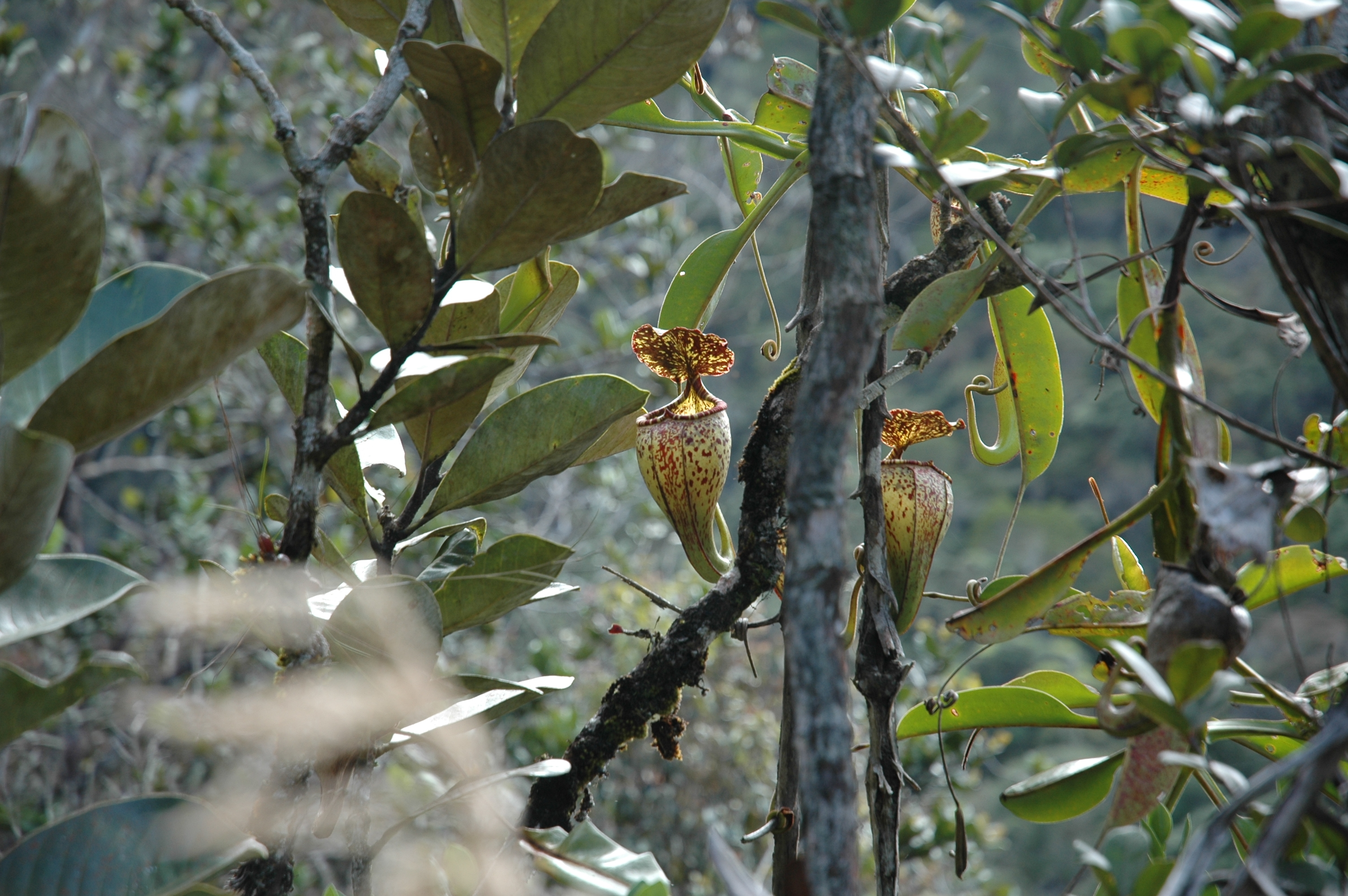